# فرندشیپ (تنسی)
فرندشیپ(به انگلیسی: Friendship) شهری در ایالت تنسی کشور ایالات متحده آمریکا است که جمعیت آن در سرشماری سال ۲۰۱۰ میلادی، ۶۶۸ نفر بوده‌است.